# امبانیساریک
امبانیساریک (به لاتین: Ambanisarike) یک سکونتگاه مسکونی در ماداگاسکار است که در آندروی واقع شده‌است.

## خصوصیات
امبانیساریک ۸٬۰۰۰ نفر جمعیت دارد و ۱۴۷ متر بالاتر از سطح دریا واقع شده‌است.